# Izolda
Az Izolda bizonytalan eredetű, talán kelta női név. Mivel a germán nyelvekben terjedt el, ezért germán nyelvekből levezethető értelmezése szerint a jelentése vas vagy jég + rendelkezni, uralkodni.

## Gyakorisága
Az 1990-es években igen ritka név, a 2000-es években nem szerepel a 100 leggyakoribb női név között.

## Névnapok
- június 15.[2]

## Híres Izoldák
- A Trisztán és Izolda című kelta rege főhőse
- „Izolda” utónevű személyek szócikkeinek listája a Wikidata alapján